# Струма (Сандански)
Струма је насељено место у општини Сандански у области Благоевград, Бугарска. Према попису из 2021. године било је 552 становника.
Насеље је подигнуто педесетих година 20. века за мештане села Крстилци, који су се овде преселили због повољнијих услова за живот.